# Don't Lie
«Don't Lie» (en español: «No mientas») es el segundo sencillo del álbum de Black Eyed Peas, Monkey Business. El sencillo fue lanzado el 29 de junio de 2005. la canción consiguió una nominación a los Grammy en la categoría "Mejor actuación Pop por un Grupo o Dúo".

## Información
La canción fue escrita por will.i.am, Fergie, Taboo, Apl.de.ap, C. Peters, D. Peters y R. Walters, y producida por will.i.am. La pista fue grabada por Fergie en solitario antes de unirse a Black Eyed Peas. En la canción, Fergie cuenta sus antiguas experiencias amorosas y su pasado con las drogas. El título de la canción, "Don't lie" (no mientas) se debe a que la cantante engañaba a sus padres y amigos para hacerles creer que había abandonado las drogas. Poco después Fergie declaró en una entrevista que gracias a sus compañeros de banda ella consiguió abandonar ese oscuro mundo y por eso fue muy especial para ella grabar esta canción junto a los demás integrantes del grupo.

## Video musical
El videoclip de la canción comienza con una fotografía de cada uno de los cuatro miembros de Black Eyed Peas. Los miembros empezar a avanzar al ritmo de la música hasta terminar bailando. La 'fotografía' inspira a pensar que los cuatro se encuentran en Brasil ya que aparecen lugares de Río de Janeiro En primer lugar, will.i.am canta su verso dando vueltas en una moto. De repente para la moto y se ve a sí mismo discutiendo con su exnovia. Entonces aparece Fergie cantando el estribillo con un bikini y una falda larga. Luego Apl.de.ap canta sus versos de una forma similar a la de will.i.am, dedicándosela a una chica que se encuentra en medio de una especie de miniconcierto. A continuación, el tono del video cambia de colores del atardecer a colores de la noche y los integrantes aparecen cantando en un concierto en el que aparentemente Taboo canta su verso a una chica de la primera fila, chica que empieza a ver en la cara de todas las presentes al miniconcierto. El video concluye cuando la cámara reduce el zum y se ve de nuevo la fotografía de Black Eyed Peas en Brasil .
Parte del vídeo musical se encuentra en el mismo edificio de Río de Janeiro en el que Snoop Dogg grabó su videoclip "Beautiful". El edificio contiene una piscina que se puede ver en el videoclip de Snoop. Sin embargo la piscina fue eliminado por ordenador en el video de "Don't Lie". En la realidad ese edificio se utiliza como escuela de arte.

## Lista de canción

### Sencillo en CD
1. «Don't Lie» (3:40)
2. «Shake Your Monkey» (3:54)
3. «Don't Lie» (Beets & Produce NY Mix) (4:07)
4. «Don't Lie» (Video)

### iTunes CD
1. «Don't Lie» (3:40)
2. «Shake Your Monkey» (3:54)
3. «Don't Lie» (Beets & Produce NY Mix) (4:07)

## Posicionamiento en listas
| Listas (2005)                         | Mejor posición |
| ------------------------------------- | -------------- |
| Alemania (Offizielle Deutsche Charts) | 12             |
| Australia (ARIA)                      | 6              |
| Austria (Ö3 Austria Top 40)           | 6              |
| Bélgica (Flandes) (Ultratop 50)       | 14             |
| Bélgica (Valonia) (Ultratop 50)       | 19             |
| Canadá (Canadian Hot 100)             | 26             |
| Dinamarca (Tracklisten)               | 9              |
| España (Top 100 Canciones)            | 16             |
| Estados Unidos (Billboard Hot 100)    | 14             |
| Estados Unidos (Mainstream Top 40)    | 12             |
| Estados Unidos (Adult Top 40)         | 38             |
| European Hot 100                      | 4              |
| Francia (SNEP)                        | 7              |
| Hungría (Single Top 40)               | 7              |
| Irlanda (IRMA)                        | 11             |
| Italia (FIMI)                         | 8              |
| Nueva Zelanda (Recorded Music NZ)     | 5              |
| Noruega (VG-lista)                    | 7              |
| Países Bajos (Mega Single Top 100)    | 7              |
| Reino Unido (Official Charts Company) | 6              |
| República Checa (Rádio Top 100)       | 56             |
| Suecia (Sverigetopplistan)            | 19             |
| Suiza (Schweizer Hitparade)           | 11             |

### Certificaciones
| País        | Certificación | Certificado |
| ----------- | ------------- | ----------- |
| Reino Unido | Oro           | 82 200      |